# Константин Кипиани
Константин Зурабович Кипиани — грузинский оперный певец.

## Биография
Родился 30 июня 1987 года в семье музыкантов и артистов в городе Тбилиси.
Дедушка, Баадур Кипиани был оперным певцом, баритоном, и прадедушка, Гиви Кипиани, являлся оперным певцом, баритоном, был солистом Государственного академического Мариинского театра. Бабушка - Дудухана Церодзе известная советская киноактриса. Народная артистка Грузинской ССР (1965).
В 2006 окончил Тбилисский государственный университет международных отношений, факультет экономики.
В 2018 году поступил в Тбилисскую государственную консерваторию имени Вано Сараджишвили.
В 2019 году дебютировал в Тбилисском театре оперы и балета им. З.Палиашвили патрией Макдуфа из оперы «Макбет» Дзузеппе Верди. Впоследствии в его репертуаре насчитываются такие партии как, дон Альваро из оперы «Сила Судьбы» Дзузеппе Верди; Исмаил из оперы «Набукко» Дзузеппе Верди; де Грие из оперы «Манон Леско» Джакомо Пуччини; Туридду из оперы «Сельская Честь» Пьетро Масканьи; Родольфо из оперы «Богема» Джакомо Пуччини; Андре Шенье из оперы Умберто Джордано «Андре Шенье»; Калаф из оперы «Турандот» Джакомо Пуччини; Самсон из оперы «Самсон и Далила» Камиль Сен-Санс.
В 2021 году принимал участие в конкурсе Монсеррат Кабалье в г.Барселона, заняв 3-е место;
В 2021 голу принимал участие в конкурсе «Opera Crown», заняв 2-е место.
В 2014—2015 годах был ведущим передачи «Музыкальные вечера» на грузинском телевидении, на канале «Maestro»;
В 2018—2022 годах был ведущим музыкальной передачи «Мелорама» на телеканале Postv.